# Parapsyra hyalina
Parapsyra hyalina är en insektsart som beskrevs av Heinrich Hugo Karny 1926. Parapsyra hyalina ingår i släktet Parapsyra och familjen vårtbitare. Inga underarter finns listade i Catalogue of Life.